# Horváth Árpád (labdarúgó)
Horváth Árpád (1948. január 21. – 2025. május 7.) magyar labdarúgó, hátvéd.

## Pályafutása
A Gamma utánpótlásából került a Ferencvároshoz. 1968 és 1973 között volt a Ferencváros játékosa, ahol egy bajnoki címet és egy kupa győzelmet szerzett a csapattal. A Fradiban 90 mérkőzésen szerepelt (44 bajnoki, 38 nemzetközi, 8 hazai díjmérkőzés) és 1 gól szerzett (1 egyéb). Tagja volt az 1971–72-es UEFA-kupa idényben az elődöntőig jutó csapatnak. 1973 és 1978 között a Haladás VSE játékosa volt.

## Sikerei, díjai
- Magyar bajnokság
  - bajnok: 1968
  - 2.: 1970, 1970–71, 1972–73
  - 3.: 1969
- Magyar kupa (MNK)
  - győztes: 1972
  - döntős: 1975
- UEFA-kupa
  - elődöntős: 1971–72